# Laurent Fabius
Laurent Fabius, född 20 augusti 1946 i Paris, är en fransk politiker. Han är medlem av Socialistiska partiet och var Frankrikes premiärminister från 1984 till 1986. Mellan 2012 och 2016 var han Frankrikes utrikesminister.

## Karriär
Fabius studerade vid École Normale Supérieure, École Nationale d'Administration och Sciences Po. Han hade tjänst vid Conseil d'État, när han 1978 valdes in i Frankrikes nationalförsamling som medlem av Socialistiska partiet, och han kom att tillhöra kretsen närmast partiledaren François Mitterrand. När Mitterrand valdes till president 1981, utsågs Fabius till budgetminister, och två år senare till industri- och forskningsminister. 1984 blev han landets premiärminister, 37 år gammal. När Socialistiska partiet förlorade i valet 1986, avgick han från posten.
1988–1992 och 1997–2000 var han talman i Nationalförsamlingen. 2000 återkom han till regeringen som ekonomiminister, och kvarblev i den befattningen till 2002. Vid valet om EU-konstitutionen, ledde han nejsidan. 
Laruent Fabius kandiderade för att bli det franska Socialistpartiets kandidat i presidentvalet 2007, men förlorade mot Ségolène Royal, med 19 procent av medlemmarnas röster gentemot Royals 60 %. Fabius tillhör partiets vänsterfalang och har oftast befunnit sig i opposition mot majoritetsfalangen, först gentemot Lionel Jospin och senare gentemot François Hollande.
Mellan 2012 och 2016 var han Frankrikes utrikesminister, först i regeringen Valls I och sedan i regeringen Valls II. Han efterträddes på posten av Jean-Marc Ayrault.

### Klimatkonferensen i Paris 2015
Den 17 maj 2012 blev Laurent Fabius utrikesminister i regeringen Jean-Marc Ayrault. Det var i den rollen som han agerade ordförande för Förenta nationernas klimatkonferens i Paris 2015. Hans sätt att engagera och rådfråga alla delegaterna för att framgångsrikt få fram ett avtal har beskrivits som avgörande, och något som kommer att få honom att "gå till historien som en av de stora diplomaterna".